# Yungasskrikuv
Yungasskrikuv (Megascops hoyi) är en fågel i familjen ugglor inom ordningen ugglefåglar.

## Utbredning
Fågeln förekommer i bergsskogar i södra Bolivia och nordvästra Argentina.

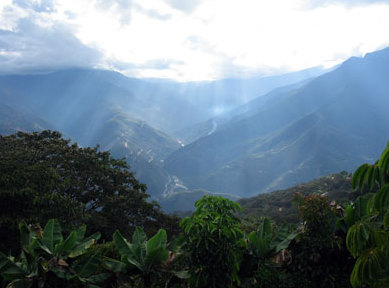
Fågeln är endemisk för växtzonen Yungas på Andernas östsluttning.

## Status och hot
Arten har ett stort utbredningsområde, men tros minska i antal, dock inte tillräckligt kraftigt för att den ska betraktas som hotad. Internationella naturvårdsunionen IUCN listar arten som livskraftig (LC).

## Namn
Fågelns vetenskapliga artnamn hedrar Gunnar Arthur Höy (1901-1996) tysk-svensk ornitolog som föddes i Norge men emigrerade till Argentina 1951. Han var kurator för naturhistoriska museet vid universitetet i Salta. Fram tills nyligen kallades den även höyskrikuv på svenska, men justerades 2022 till ett mer informativt namn av BirdLife Sveriges taxonomikommitté.